# Memphis Industries
Memphis Industries est un label indépendant britannique fondé en 1998 par les frères Ollie et Matt Jacob. Il est basé à Londres, dans la circonscription d'Islington.

## Histoire
À ses débuts, Memphis Industries a réalisé une série de maxis, dont celui d'Ollie Jacob (sous le pseudonyme de La Mouche). Nothing Changes Under the Sun du groupe Blue States fut le premier album édité par le label en 2000. En 2003, ils éditent la compilation Estuary English: Music From Memphis Industries, Volume 1, leur 25e album, présentant les artistes figurant au catalogue, dont The Go! Team, J Xaverre et Jukeboxer. Depuis, Memphis Industries a notamment signé le groupe de Brighton The Pipettes, les canadiens The Russian Futurists et Tokyo Police Club, ainsi que les suédois Dungen et El Perro del Mar,.